# Galina Stepanskaia
Galina Stepanskaia (n. 27 ianuarie 1949, Leningrad, RSFS Rusă, URSS) este o sportivă ce a reprezentat Uniunea Republicilor Sovietice Socialiste, medaliată olimpică. A participat la o ediție a Jocurilor Olimpice (1976) în care a câștigat o medalie de aur.

## Participări
Lista de mai jos prezintă principalele competiții la care a participat Galina Stepanskaia de-a lungul carierei.
- speed skating at the 1976 Winter Olympics – women's 1500 metres[*]